# Otto Fetser
Otto Erling Fetser (* 1. Mai 1980 in Satu Mare, Sozialistische Republik Rumänien) ist ein deutscher Handballtrainer und ehemaliger Handballspieler.

## Karriere
Otto Erling Fetser wurde in Rumänien geboren und kam im Alter von drei Jahren ins Saarland. Bei der HSG Spiesen-Elversberg begann der Linkshänder mit dem Handballspiel, später spielte er für die SG Waldfischbach und die TuS Landstuhl. Mit 15 Jahren durfte der Rechtsaußen beim damaligen Spitzenklub TV Niederwürzbach mit Größen wie Andrei Lawrow und Christian Schwarzer mittrainieren. Im Jahr 2000 verpflichtete ihn der Bundesligist TV Großwallstadt, bei dem er mit Bernd Roos den rechten Flügel besetzte. Mit dem TVG erreichte er im Europapokal der Pokalsieger 2000/01 das Halbfinale, in dem er der SG Flensburg-Handewitt unterlag. 2005 wechselte er zum Zweitligisten TSG Ludwigsburg-Oßweil. Doch bereits zur Rückrunde schloss er sich Eintracht Hildesheim an, mit der er 2006 den Aufstieg in die Bundesliga schaffte. Nach dem sofortigen Wiederabstieg 2007 unterschrieb er beim Zweitligisten TUSPO Obernburg. Zur Rückrunde 2010/11 wechselte er zur HG Saarlouis, bei der er 2013 seine Karriere beendete.
Ab dem Sommer 2013 trainierte Otto Fetser, der die B-Trainerlizenz besitzt, als Spielertrainer den Bayernligisten TSV Lohr. Im Oktober 2014 wurde er beurlaubt.
Von 2015 bis 2018 fungierte er als Trainer des Bezirksligisten TV Haibach, welcher sich 2018 mit dem TV Glattbach zur MSG Haibach/Glattbach zusammenschloss, wo er noch ein halbes Jahr verbrachte. Seit Januar 2020 ist er als Trainer beim Bezirksoberligisten TSV Partenstein als Trainer aktiv.

## Privates
Otto Fetser ist verheiratet und hat zwei Töchter. Neben dem Sport absolvierte er eine Ausbildung zum Fitnesstrainer und arbeitete als Automobilkaufmann. Seit 2013 arbeitet er als Sporttherapeut im Kilian-Hofmann-Haus, einem Heim der Eingliederungshilfe des Bezirks Unterfranken in Lohr am Main.